# HAL HJT-36 Sitara
El HAL Hindustan Jet Trainer-36 (HJT-36) Sitara (Hindi: सितारा, Sitārā, en español: "estrella") es un avión de entrenamiento fabricado por Hindustan Aeronautics Limited (HAL) para la Fuerza Aérea India. El HJT-36 está diseñado para sustituir al HJT-16 Kiran en su rol de entrenamiento avanzado en la Fuerza Aérea India. Tiene un diseño convencional de avión de entrenamiento, con ala baja y recta, cabina en tándem y pequeñas tomas de aire a ambos lados del fuselaje.

## Desarrollo

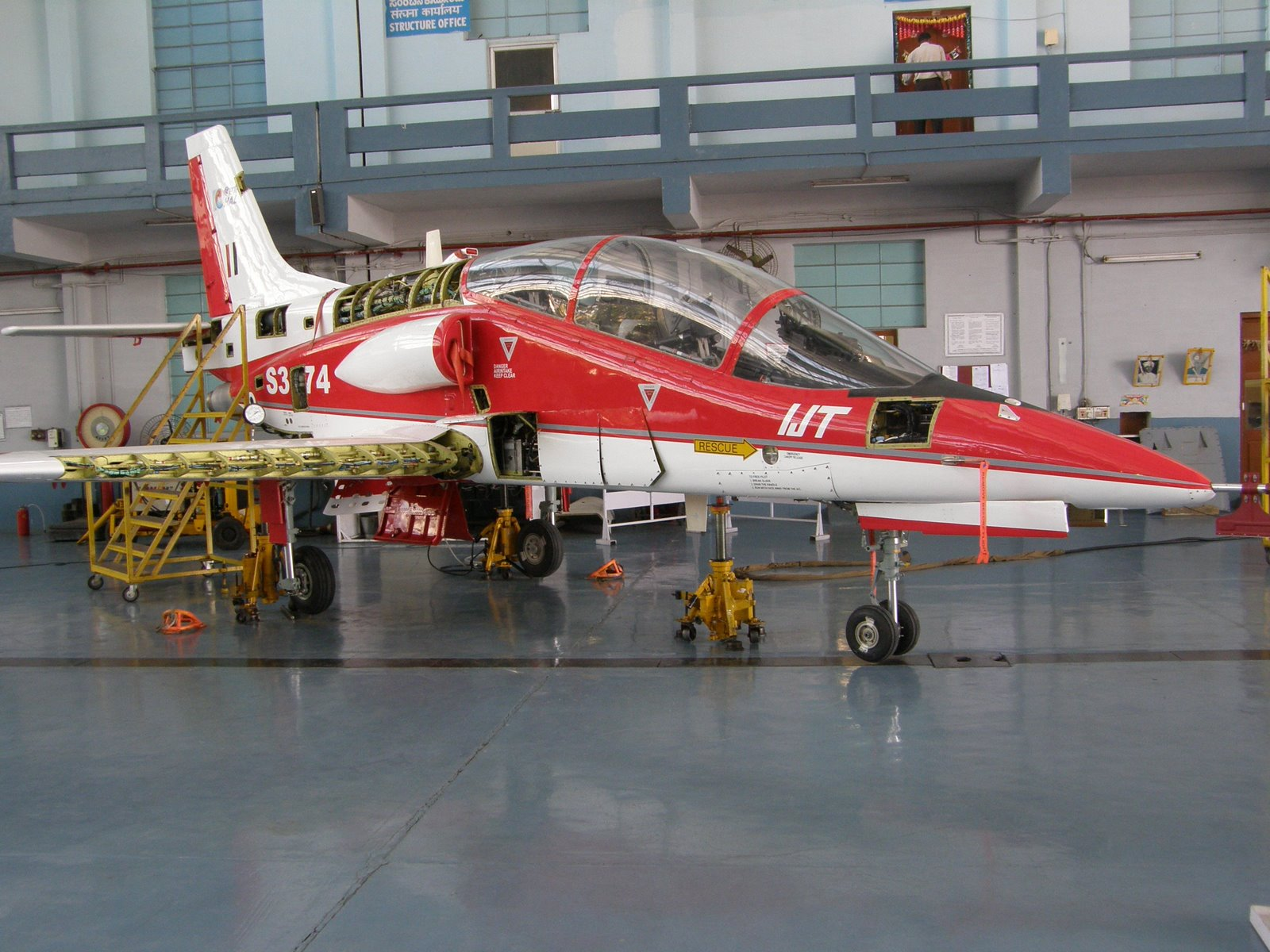
Prototipo en su hangar.

Los primeros diseños del aparato fueron hechos en 1997 y presentados en forma de maqueta durante el Salón aeronáutico de Singapur en febrero de 1998. El aparato fue desarrollado como un sucesor del anterior entrenador de HAL, el HJT 16 Kiran, introducido en 1968. En 1999, HAL firmó un contrato con el gobierno indio para la construcción de dos prototipos
Las primeras pruebas en tierra del prototipo S3466, denominado PT-1 tuvieron lugar en febrero de 2003 y fueron seguidas del primer vuelo el 7 de marzo de ese mismo año. Fue pilotado por el jefe del escuadrón Baldev Singh durante 20 minutos. El segundo prototipo S3474 o PT-2 efectuó su primer vuelo el 26 de marzo de 2004. En el segundo trimestre de 2004, HAL manifestó su intención de reemplazar los motores Larzac por reactores NPO Saturn AL-55I. El acuerdo también prevé la producción de este motor en la India bajo licencia. El primer motor AL-55I se recibió de Rusia el 28 de diciembre de 2008, dos años después de lo previsto y se instaló en el prototipo PT-1. Tras los ensayos de rodaje en tierra, las pruebas de vuelo comenzaron el 9 de mayo de 2009.

Nuevos retrasos fueron causados por la tardanza en las entregas de los motores NPO Saturn así como por dos accidentes, el primero en febrero de 2007 en el Salón aeronáutico Aero India, el primer prototipo que iba a efectuar una demostración de vuelo se estrelló sobre la pista durante el despegue, pero fue reconstruido. El segundo accidente ocurrió en febrero de 2009 en el otro prototipo, el cual también tuvo que ser reparado.

Después de un mayor desarrollo y de realizar pruebas exhaustivas, la Fuerza Aérea India hizo un pedido de 73 unidades. Después de más de 280 vuelos de prueba, el avión entró en producción en serie en 2009 para los primeros 12 aviones que se entregarán. El primer vuelo de prueba de una nave de serie se llevó a cabo en enero de 2010 y la capacidad operativa está prevista para julio de 2011.
Está previsto que entre el Ejército del aire y la Marina se doten de 211 aparatos, a razón de 20 aparatos por año, de los cuales, 16 deberán equipar a la patrulla acrobática Surya Kiran, reemplazando a los HJT-16 a partir de 2009.

## Especificaciones (HAL HJT-36 serie)
Referencia datos: airforce-technology.com

### Características generales
- Tripulación: 2 (alumno e instructor)
- Longitud: 10,91 m
- Envergadura: 9,8 m
- Altura: 4,13 m
- Peso máximo al despegue: 4500 kg
- Planta motriz: 1× turbofán NPO Saturn AL-55I.
  - Empuje normal: 16.9 kN de empuje.

### Rendimiento
- Velocidad máxima operativa (Vno): 960 km/h (597 MPH; 518 kt) (Mach 0,8) a gran altitud, 700 km/h  a baja altitud
- Velocidad crucero (Vc):  824 km/h
- Alcance en combate: 1000 km (540 nmi; 621 mi)
- Techo de vuelo: 12 000 m (39 370 ft)
- Límites de fuerzas G: normal de 7 G a 2,5 G

### Armamento
- Cañones: 1× calibre 23 mm
- Puntos de anclaje: 5 en total con una capacidad de 1000 kg, para cargar una combinación de:

### Desarrollos relacionados
- HAL Tejas

### Aeronaves similares
- Kawasaki T-4
- Hongdu JL-8
- Aero L-39 Albatros
- CASA C-101 Aviojet
- PZL I-22 Iryda
- BAE Hawk
- Yakovlev Yak-130
- IAR 99
- Dassault-Breguet/Dornier Alpha Jet
- FMA IA 63 Pampa
- AMX International AMX
- Soko G-4 Super Galeb
- Mikoyan MiG-AT

### Secuencias de designación
HJT-16 - HJT-36 - HJT-39